# Ausztrália címere

Ausztrália címere

Ausztrália címere egy hermelin szegélyű hat részre osztott pajzs, melyet két oldalról egy kenguru és egy emu, Ausztrália két ismert állata tart. A hátteret alkotó növény az akácia. A hat részen az államok jelképei láthatók. A pajzs alatt az ország neve olvasható, tetején pedig egy hétágú csillag van.
A jelenlegi címert, mely az első, 1908-as, VII. Edward által adományozottat váltotta, 1912. szeptember 19-én hagyta jóvá V. György brit uralkodó.